# South Amboy
South Amboy é uma cidade localizada no estado americano de Nova Jérsei, no Condado de Middlesex.

## Demografia
Segundo o censo americano de 2000, a sua população era de 7913 habitantes.
Em 2006, foi estimada uma população de 7865, um decréscimo de 48 (-0.6%).

## Geografia
De acordo com o United States Census Bureau tem uma área de
7,0 km², dos quais 4,0 km² cobertos por terra e 3,0 km² cobertos por água. South Amboy localiza-se a aproximadamente 14 m acima do nível do mar.

## Localidades na vizinhança
O diagrama seguinte representa as localidades num raio de 8 km ao redor de South Amboy.